# Athyreus soesilae
Athyreus soesilae är en skalbaggsart som beskrevs av Dewanand Makhan 2008. Athyreus soesilae ingår i släktet Athyreus och familjen Bolboceratidae. Inga underarter finns listade.